# Metrovagonmaš

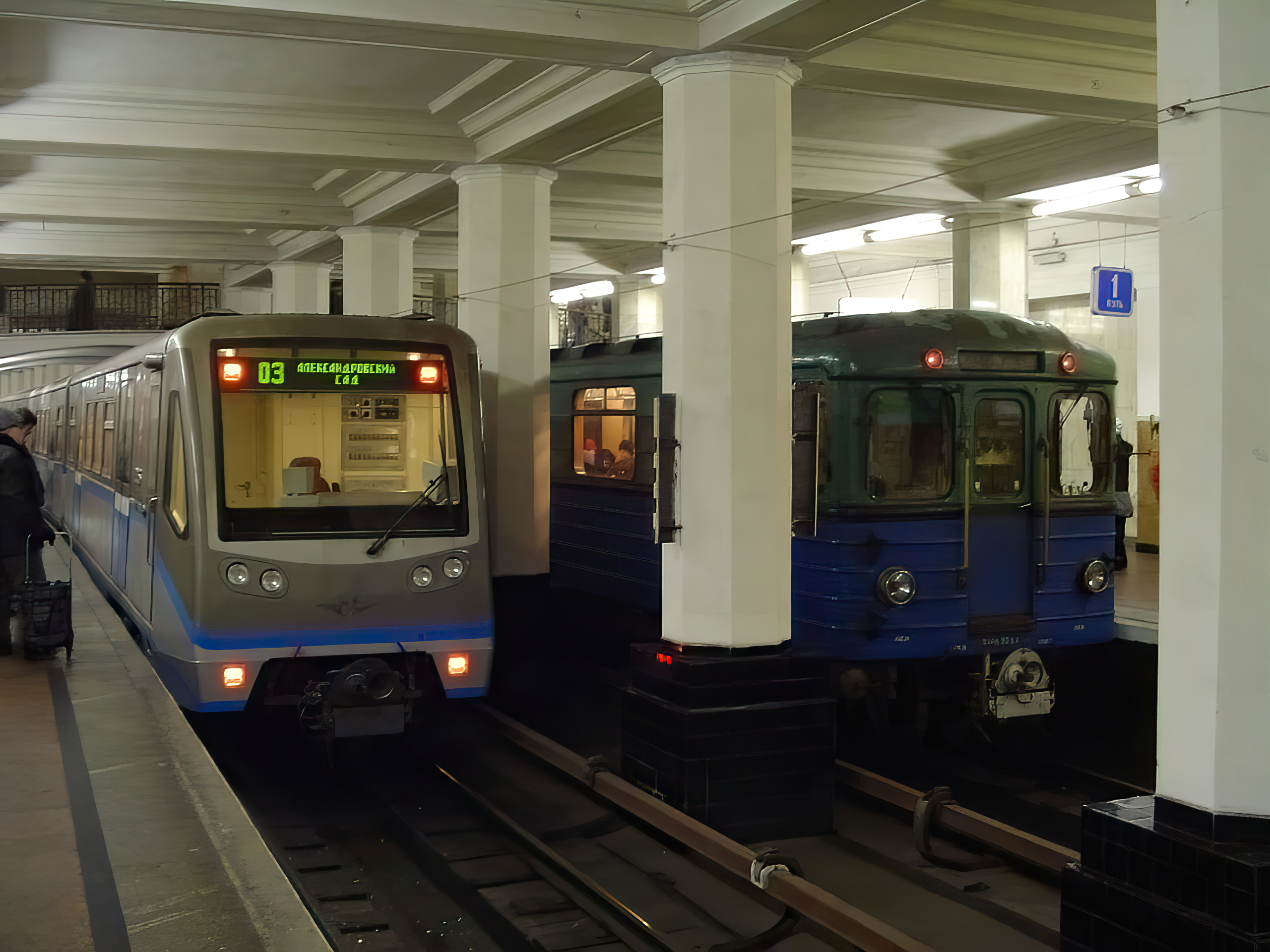
Dvě generace vozů metra z Vagonmaše ve stanici Moskevské podzemní dráhy Aleksandrovskij sad

Metrovagonmaš (rusky Метровагонмаш, do roku 1992 Mytiščinský strojírenský závod, rusky Мытищинский машиностроительный завод) je strojírenský podnik v Mytišči nedaleko Moskvy. Je znám především jako výrobce souprav metra pro země RVHP, kromě vozů metra vyrábí i mnoho dalších strojů z různých jiných odvětví, včetně vojenské techniky.

## Soupravy metra pro Moskvu a tehdejší SSSR
Roku 1934 vznikly první vlaky typu A pro Moskevské metro, později se pokračovalo s jejich inovací, a to až do 70. let minulého století, kdy se objevily vlaky série E. Od roku 1976 se pak vyrábějí soupravy série 81-71, které již mají zvlášť čelní a vložené vozy. Tyto soupravy nahradily modernější typu 81-72 (známé také jako Jauza), v roce 1998. Kromě nich jsou v závodu vyráběny i vlaky lehkého metra (série 81-74).

## Soupravy metra pro Prahu
Do pražského metra byly dodávány soupravy Ečs (81-709) a 81–717/714. Dnes už se však v běžném provozu setkáme pouze s modernizovanou soupravou 81-71M, které jezdí na trase A i na trase B. Vozy Ečs byly až na výjimky sešrotovány a pouze ve výročních chvílích vyjíždí na trasy metra ze Zličínského depa jedna třívozová souprava a/nebo jedna pětivozová souprava 81-71.

## Prototyp řady 835 v ČR

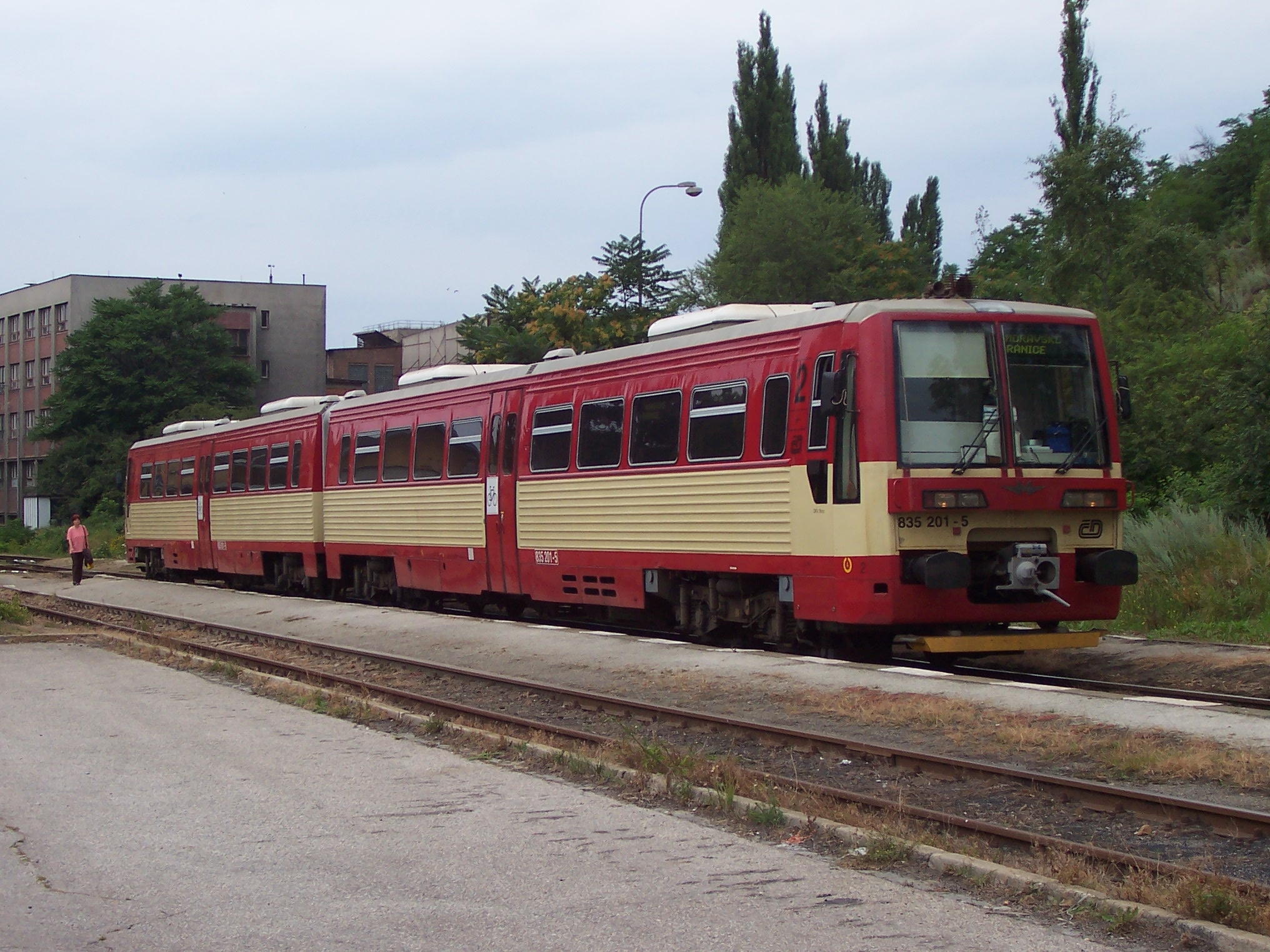
Motorová jednotka RA-1 (731.35) při zkušebním provozu v Oslavanech

V rámci úhrady ruského dluhu se Rusko pokusilo dodat do Česka jednotky typu RA-1 (Relsovyj avtobus), výrobní typ 731.35. Dvoudílná jednotka tohoto typu dorazila z Mytišči do Brna 6. září 2003. Do vyřízení formalit pro zkušební provoz v ČR byla jednotka uschována v depu Brno-Maloměřice a posléze Brno-Horní Heršpice. 7. prosince 2003 byla přepravena na Železniční zkušební okruh Cerhenice (ŽZO) a poté absolvovala zkoušky na ŽZO i na tratích Správy železniční dopravní cesty. 5. ledna 2005 vydal Drážní úřad povolení ke zkušebnímu provozu jednotky s cestujícími a jednotce byla přidělena řada 835, přičemž každý díl má vlastní inventární číslo. Prototyp byl tedy označen 835.001 a 835.201. Jednotka byla majetkem firmy Elektromechanika Úvaly a byla pronajata ČD na dobu zkušebního provozu. Před zahájením zkušebního provozu byla provedena mj. aktualizace software řídícího systému Lokel Intelo, načtení dat a oživení vnitřního a vnějšího informačního systému, prověření vlakového zabezpečovače LS 90, doplnění orientačních piktogramů do interiéru a na skříň jednotky.
Zkušební provoz s cestujícími byl zahájen 14. února 2005. Po několika měsících byl provoz ukončen a jednotka byla vrácena majiteli.